# Saša Lukić
Saša Lukić ( Kirin Serbia: Саша Лукић, phát âm [sǎʃa lǔːkitɕ, sâ-]; sinh ngày 13 tháng 8 năm 1996) là một cầu thủ bóng đá chuyên nghiệp người Serbia hiện thi đấu ở vị trí tiền vệ phòng ngự cho câu lạc bộ Fulham tại  Premier League và đội tuyển quốc gia Serbia.

## Thống kê sự nghiệp

### Câu lạc bộ
Tính đến ngày 16 tháng 3 năm 2024
| Club           | Season       | League                  | League | League | National cup | National cup | League cup | League cup | Continental | Continental | Total | Total |
| Club           | Season       | Division                | Apps   | Goals  | Apps         | Goals        | Apps       | Goals      | Apps        | Goals       | Apps  | Goals |
| -------------- | ------------ | ----------------------- | ------ | ------ | ------------ | ------------ | ---------- | ---------- | ----------- | ----------- | ----- | ----- |
| Teleoptik      | 2013–14      | Serbian First League    | 23     | 3      | 0            | 0            | –          | –          | –           | –           | 23    | 3     |
| Teleoptik      | 2014–15      | Serbian League Belgrade | 16     | 6      | 0            | 0            | –          | –          | –           | –           | 16    | 6     |
| Teleoptik      | Total        | Total                   | 39     | 9      | 0            | 0            | –          | –          | –           | –           | 39    | 9     |
| Partizan       | 2014–15      | Serbian SuperLiga       | 2      | 0      | 0            | 0            | –          | –          | 0           | 0           | 2     | 0     |
| Partizan       | 2015–16      | Serbian SuperLiga       | 25     | 2      | 3            | 0            | –          | –          | 3           | 0           | 31    | 2     |
| Partizan       | Total        | Total                   | 27     | 2      | 3            | 0            | –          | –          | 3           | 0           | 33    | 2     |
| Torino         | 2016–17      | Serie A                 | 14     | 0      | 1            | 0            | –          | –          | –           | –           | 15    | 0     |
| Torino         | 2017–18      | Serie A                 | 0      | 0      | 1            | 0            | –          | –          | –           | –           | 1     | 0     |
| Torino         | 2018–19      | Serie A                 | 24     | 2      | 1            | 0            | –          | –          | –           | –           | 25    | 2     |
| Torino         | 2019–20      | Serie A                 | 30     | 1      | 2            | 0            | –          | –          | 4           | 0           | 36    | 1     |
| Torino         | 2020–21      | Serie A                 | 32     | 3      | 0            | 0            | –          | –          | –           | –           | 32    | 3     |
| Torino         | 2021–22      | Serie A                 | 35     | 5      | 1            | 0            | –          | –          | –           | –           | 36    | 5     |
| Torino         | 2022–23      | Serie A                 | 16     | 2      | 1            | 1            | –          | –          | –           | –           | 17    | 3     |
| Torino         | Total        | Total                   | 151    | 13     | 7            | 1            | –          | –          | 4           | 0           | 162   | 14    |
| Levante (loan) | 2017–18      | La Liga                 | 16     | 0      | 2            | 0            | –          | –          | –           | –           | 18    | 0     |
| Fulham         | 2022–23      | Premier League          | 12     | 0      | 2            | 0            | 0          | 0          | –           | –           | 14    | 0     |
| Fulham         | 2023–24      | Premier League          | 17     | 1      | 2            | 0            | 1          | 0          | –           | –           | 20    | 1     |
| Fulham         | Total        | Total                   | 29     | 1      | 4            | 0            | 1          | 0          | –           | –           | 34    | 1     |
| Career total   | Career total | Career total            | 263    | 25     | 14           | 1            | 1          | 0          | 7           | 0           | 285   | 26    |

1. ↑  Includes Serbian Cup, Coppa Italia, Copa del Rey, FA Cup
2. ↑  One appearance in UEFA Champions League, two appearances in UEFA Europa League
3. ↑  Appearances in UEFA Europa League

### Quốc tế
Tính đến ngày 25 tháng 3 năm 2024
| Đội tuyển quốc gia | Năm       | Trận | Bàn |
| ------------------ | --------- | ---- | --- |
| Serbia             | 2018      | 6    | 0   |
| Serbia             | 2019      | 6    | 0   |
| Serbia             | 2020      | 5    | 0   |
| Serbia             | 2021      | 7    | 1   |
| Serbia             | 2022      | 11   | 1   |
| Serbia             | 2023      | 7    | 0   |
| Serbia             | 2024      | 2    | 0   |
| Tổng cộng          | Tổng cộng | 44   | 2   |

Bàn thắng và kết quả của Serbia được để trước.
| # | Ngày                 | Địa điểm                                   | Đối thủ   | Bàn thắng | Kết quả | Giải đấu                    |
| - | -------------------- | ------------------------------------------ | --------- | --------- | ------- | --------------------------- |
| 1 | 11 tháng 11 năm 2021 | Sân vận động Rajko Mitić, Belgrade, Serbia | Qatar     | 1–0       | 4–0     | Giao hữu                    |
| 2 | 24 tháng 9 năm 2022  | Sân vận động Rajko Mitić, Belgrade, Serbia | Thụy Điển | 4–1       | 4–1     | UEFA Nations League 2022–23 |